# تستوسترون سیپیونات
تستوسترون سیپیونات (به انگلیسی: Testosterone cypionate) یا دپوتستوسترون (به انگلیسی: Depo-Testosterone) یک استروئید آنابولیک است. خواص شیمیایی آن عبارتند از پودر کریستالی سفید رنگ غیرقابل حل در آب، قابل حل در الکل، کلروفورم، اتر، استون و در روغنهای گیاهی نیز حل می‌شود. این ترکیب دارویی در برابر نور حساس است.